# Peter Fajfar
Peter Fajfar, slovenski gradbeni inženir, profesor potresnega inženirstva in akademik, * 27. maj 1943, Ljubljana.
Peter Fajfar je doktor znanosti in upokojeni redni profesor za teorijo konstrukcij in potresno inženirstvo na Fakulteti za gradbeništvo in geodezijo Univerze v Ljubljani.

### Življenjepis
Peter Fajfar se je rodil v pravniški družini. Njegov ded po materini strani je bil akademik Janko Polec.  Diplomiral je leta 1966 na gradbenem oddelku Fakultete za arhitekturo, gradbeništvo in geodezijo Univerze v Ljubljani.
Prvič se je zaposlil pri Splošnem gradbenem podjetju Grosuplje, od leta 1968 pa je zaposlen na Fakulteti za gradbeništvo in geodezijo. Magisterij je opravil 1972 in promoviral leta 1974. Redni profesor je postal leta 1985, obenem pa tudi dekan fakultete (do 1987) ter hkrati predstojnik Inštituta za konstrukcije, potresno inženirstvo in računalništvo na fakulteti (predstojnik inštituta je bil 1985 - 89 in od 2001 do upokojitve).
V svoji karieri je bil gostujoči raziskovalec na več univerzah; v Bochumu, Nemčija (1972/73), Berkeleyju, ZDA (1980) in Tokushimi, Japonska (1993).
Bil je tudi gostujoči profesor na univerzah Technion, Haifa, Izrael (1989), McMaster, Hamilton, Kanada (1994), Stanford, ZDA (1995) in Bristol, Anglija (2006).
Poleg tega je bil predsednik Zveze društev za potresno inženirstvo Jugoslavije (1984–88) in prvi predsednik Slovenskega društva za potresno inženirstvo (1988–90) ter predstavnik Jugoslavije (1988–91) in Slovenije (1992-99) v Mednarodnem združenju za potresno inženirstvo (IAEE). Od 2004 je bil član izvršilnega odbora IAEE, od 2002 član izvršilnega odbora Evropskega združenja za potresno inženirstvo (EAEE). Je častni član Evropskega združenja za potresno inženirstvo (od 2010). Od leta 1981 je tudi član Earthquake Engineering Research Institute iz ZDA.
Glavni raziskovalni področji profesorja Fajfarja sta potresno inženirstvo in dinamika gradbenih konstrukcij. V začetku so bile raziskave omejene na elastično analizo objektov visokogradnje. Kasneje se je njegovo področje raziskav razširilo na nelinearno analizo konstrukcij stavb in mostov pri potresni obtežbi, neelastične spektre odziva, določanje potresnih obremenitev, metodologije potresnoodpornega projektiranja in njihovo uporabo v predpisih in standardih. 
Izredni član SAZU je postal leta 1989, redni član 1993. Bil je načelnik oddelka za tehniške vede razreda za matematične, fizikalne, kemijske in tehniške vede SAZU od 1996 do 2002 in tajnik tega razreda od 2002 do 2008 ter član predsedstva SAZU 2014-2020. Poleg tega je Peter Fajfar od leta 1997 znanstveni svetnik Mednarodne inženirske akademije v Moskvi, od leta 2001 redni član Inženirske akademije Slovenije. 
Prejel je priznanje Inženirske zbornice Slovenije za inženirske dosežke (2010), postal je član Evropske akademije znanosti (Belgija, 2013), prejel nagrado Inženirske zbornice Slovenije za življenjsko delo na področju graditve objektov, Zoisovo nagrado za življenjsko delo (2015), februarja 2018 pa je bil kot prvi Slovenec izvoljen za tujega člana Nacionalne inženirske akademije v ZDA (NAE, National Academy of Engineering) "for leadership in the development of nonlinear structural analysis methods for earthquake engineering". Od leta 2019 ima tudi naziv zaslužnega profesorja Univerze v Ljubljani.

## Nagrade in priznanja
- Študentska Prešernova nagrada (1967)
- nagrada Tehnike - za najboljši članek v reviji Naše građevinarstvo (1981)
- častni profesor Inštituta za potresno inženirstvo in inženirsko seizmologijo Univerze v Skopju (1987)
- častni profesor Inštituta za arhitekturo in inženirstvo v Chongqingu, Ljudska republika Kitajska (1988)
- nagrada Sklada Borisa Kidriča (1988)
- veliko priznanje FAGG (1989)
- član SAZU (izredni 1989, redni 1993)
- nagrada RS za znanstvenoraziskovalno delo - vrhunske dosežke na področju gradbeništva (1995)
- znanstveni svetnik Mednarodne inženirske akademije v Moskvi (1997)
- redni član Inženirske akademije Slovenije (IAS; 2001)
- Zoisova nagrada za življenjsko delo (2015)
- mednarodni član National Academy of Engineering (2018)
- zaslužni profesor Univerze v Ljubljani (2019)